# Lars-Ingvar Sörenson
Lars-Ingvar Sörenson, född 11 oktober 1920 i Åmål, död 17 maj 2016 i Göteborg (Bergsjön), var en svensk lokförare och riksdagspolitiker (socialdemokraterna).
Sörenson tillhörde riksdagens andra kammare 1969–1970 och var ledamot av enkammarriksdagen från 1973, invald i Göteborgs stads valkrets. Han är gravsatt i minneslunden på Västra kyrkogården i Göteborg.